# Campiglossa siamensis
Campiglossa siamensis este o specie de muște din genul Campiglossa, familia Tephritidae. A fost descrisă pentru prima dată de Hardy în anul 1973.
Este endemică în Thailand. Conform Catalogue of Life specia Campiglossa siamensis nu are subspecii cunoscute.